# Amigues per sempre
Amigues per sempre (títol original Now and Then) és una pel·lícula estatunidenca dirigida per Lesli Linka Glatter i estrenada l'any 1995. Ha estat doblada al català.

## Argument
En l'estiu de 1970, quatre joves de 12 anys són inseparables i es fan confidències. Es retroben quan són adultes.

## Repartiment
- Christina Ricci: Roberta Martin, jove
- Rosie O'Donnell: Roberta, adulta
- Thora Birch: Tina Teeny Tercell, jove
- Melanie Griffith: Teeny, adulta
- Gaby Hoffmann: Samantha Albertson, jove
- Demi Moore: Samantha, adulta
- Ashleigh Aston Moore: Chrissy DeWitt, jove
- Rita Wilson: Chrissy, adulta
- Devon Sawa: Scott Wormer
- Cloris Leachman
- Lolita Davidovich

## Banda original
La cançó These Boots Are Made for Walkin' ha estat utilitzada a la banda sonora del film.
Un àlbum de la banda original del film ha estat publicat a Columbia Rècords:
1. Sugar, Sugar – The Archies (2:45)
2. Knock Three Times – Tony Orlando & Dawn (2:54)
3. I Want You Back – The Jackson Five (2:53)
4. Signed, Sealed, Delivered I'm Yours – Stevie Wonder (2:39)
5. Band of Gold – Freda Payne (2:53)
6. Daydream Believer – The Monkees (2:49)
7. No Matter What – Badfinger (2:59)
8. Hitchin' a Ride – Vanity Fare (2:55)
9. All Right Now – Free (5:29)
10. I'm Gonna Make You Love Me – The Supremes /The Temptations (3:06)
11. I'll Be There – The Jackson Five (3:56)
12. Now and Then – Susanna Hoffs (5:34)

## Rebuda
- Crítica:
  - "Mona, entranyable"[5]
  - "Insuls, sensible i emotiu drama"[6]
- Nominacions

Les quatre joves actrius Christina Ricci, Thora Birch, Gaby Hoffmann, i Ashleigh Aston Moore han estat nominades en els premis Young Artist de 1996.